# Compagnia goliardica Mario Baistrocchi

Mario Baistrocchi, ideatore e fondatore della compagnia teatrale goliardica genovese intitolata al suo nome

La Compagnia goliardica Mario Baistrocchi — o semplicemente Bai o la Baistrocchi — è una storica compagnia teatrale italiana di Genova, composta di attori e ballerini non professionisti.
Attiva dal 1913, è formata da studenti ed ex-studenti dell'Università degli studi di Genova scelti con apposite selezioni, che quasi annualmente (le sospensioni sono coincise per lo più con i periodi bellici) mettono in scena spettacoli di teatro di varietà e musical articolati su sketch con gag di satira sociale, politica e di costume.
Oggetto delle rappresentazioni sono per lo più figure politiche, le istituzioni del potere (imprenditoriale, sportivo, ecc.) e, più in generale, l'establishment della cultura ufficiale. Gli spettacoli sono tutti interpretati da attori-ballerini maschi spesso en travesti, con frequenti finali a sorpresa caratterizzati da lanci di ortaggi e carta igienica da parte dei goliardi genovesi, che salutano il ballo classico dei danzatori in tutù o il can-can finale eseguito con gli artisti in guêpière.
I proventi sono devoluti in beneficenza.

## Storia
Il primo spettacolo dell'Associazione Genovese Universitaria a essere organizzato e messo in scena al Teatro Paganini di via Caffaro (oggi non più esistente) da Baistrocchi e dal suo gruppo di amici, con il sostegno dell'allora rettore Edoardo Maragliano, fu, nell'autunno-inverno del 1913, L'allegra brigata. Per raccogliere i fondi necessari per acquistare gli abiti di scena, i goliardi futuri attori dovettero ricorrere a collette fra conoscenti e parenti.

La compagnia in uno spettacolo del 1999

A questo primo spettacolo fece seguito l'anno successivo, in virtù del successo ottenuto alla prima uscita, un nuovo titolo: Cercando la via..., che andò in scena in prima rappresentazione il 20 aprile 1914. Forse inizialmente gli interpreti non erano unicamente maschi, ma questa regola fu introdotta durante la prima guerra mondiale, con la morte di Mario Baistrocchi.
Lo stesso rettore dell'Università di Genova Edoardo Maragliano incoraggiò l'iniziativa dei giovani studenti. Con l'utile degli spettacoli la Compagnia goliardica finanziava la Cassa degli studenti poveri, iniziando una consuetudine di spirito di beneficenza che ha sempre caratterizzato la compagnia.
Era in corso l'organizzazione della terza edizione della rivista quando, nel 1915, scoppiò la prima guerra mondiale e Mario Baistrocchi fu chiamato al fronte. Come tenente dei granatieri fu a Caporetto e, al comando del suo plotone, mentre si lanciava al contrattacco sulla Bainsizza per fermare l'avanzata austro-ungarica, rimase ucciso da due pallottole alla fronte.
In tempo di pace la compagnia non ha smesso di rappresentare pressoché annualmente uno spettacolo (nuovo o in ripresa), da replicare in più teatri cittadini (prettamente il Politeama Genovese e il Teatro Rina e Gilberto Govi a Bolzaneto) in una sessantina di date nel periodo di Natale.
All'interno della compagnia vige un codice d'onore (detto del Baistrocchino) che i goliardi d'èlite sono tenuti a osservare..
La compagnia è stata anche un laboratorio di formazione per professionisti affermati del mondo dello spettacolo: fra questi Popi Perani, Enzo Tortora, Paolo Villaggio e più di recente Maurizio Crozza, Maurizio Lastrico, Adolfo Margiotta, Enzo Paci. Dal 1958 in poi, per parecchi anni, le musiche portano la firma di Umberto Bindi. Perani e Tortora firmarono a quattro mani i copioni delle edizioni del 1950 e 1952, mentre Villaggio fu autore dei testi di diverse edizioni fra il 1956 e il 1966. 
La Baistrocchi nei primissimi anni settanta partecipò ad una memorabile goliardata: l'accoglienza al porto degli ignari marinai di una portaerei nucleare statunitense in rada, al canto dell'inno militare “Okinawa” in una versione opportunamente storpiata con termini burleschi in dialetto genovese.
La Baistrocchi promuove un riconoscimento — il Goliardo d'oro — che viene assegnato ad amici della compagnia (nel 2002 è andato a Renzo Arbore). Amici della Baistrocchi sono o sono stati, inoltre, fra gli altri, Gualtiero Schiaffino (autore anche di alcuni testi destinati alla compagnia), il senatore Alfredo Biondi
Storicamente, la “prima” dello spettacolo annuale è un evento di grande rilevanza per la città di Genova, caratterizzato dalla presenza tra il pubblico di varie autorità cittadine e regionali.
Alla prima sono tradizionalmente presenti i goliardi del Dogatum Genuense, Supremo Ordine Goliardico della Liguria, che partecipano con lanci di carta igienica e profilattici gonfiati sul palcoscenico, battute a doppio senso e altre trovate.
L'attività della compagnia è raccontata in un documentario, per la regia di Corrado Caputo, che raccoglie i momenti migliori delle stagioni recenti della compagnia, pubblicato in DVD nel 2008 con il titolo Una leggenda chiamata "Baistrocchi". 
Nel corso degli anni tra il 2020 e il 2025 i filmati degli spettacoli andati in scena tra il 2016 e il 2023 sono stati trasmessi in differita e in più riprese dalle emittenti televisive locali Primocanale e Telecittà.

## La Compagnia nella stagione 2023
Benincà Nicolò, Bonanno Maurizio, Casalino Davide, Castiglioni Luca, Colombo Paolo, Delfino Matteo, Diaz Carlos, Donà Alessandro, Francescon Gianfranco, Izetta Giovanni, Manzini Stefano Fedoro, Manzini Valerio Fedoro, Martignone Francesco, Mosca Ugo, Murgia Andrea, Olivari Osvaldo, Pace Sandro, Parodi Maurizio, Puppo Andrea, Quistelli Edoardo, Salerno Enrico, Zambarelli Gabriele, Zaniratti Alessandra.

## La Compagnia nella stagione 2024
Benincà Nicolò, Bonanno Maurizio, Borchi Ubaldo, Caputo Corrado, Casalino Davide, Castiglioni Luca, Colombo Paolo, Cuccurnia Andrea, Delfino Matteo, Donà Alessandro, Falzoi Fabrizio, Froi Carlo, Izetta Giovanni, Marcucci Matteo, Martignone Francesco, Mosca Ugo, Olivari Osvaldo, Palombo Matteo, Parodi Maurizio, Puppo Andrea, Quistelli Edoardo, Raso Ivan, Salerno Enrico, Traverso Luigi, Zambarelli Gabriele, Zaniratti Alessandra.

## Rappresentazioni
Dal 1913 la Compagnia goliardica M. Baistrocchi ha messo in scena decine di canovacci, alla cui stesura hanno collaborato — quasi sempre in forma collettiva — diversi autori, fra cui Enzo Tortora e Paolo Villaggio, tra il 1950 e il 1966, Giovanni Borghi tra il 1961 e il 1988, Edoardo Quistelli dal 1989 ad oggi.
Molti titoli sono stati ripresi più volte, in forma adattata e aggiornata con le novità del tempo. Nel 1957, lo spettacolo "Sette lo chiamano papà" (di Moscadelli/Tiso/Ferrari) per cause imprecisate non andò in scena, nonostante Enzo Tortora ne avesse già parlato durante una puntata di Campanile Sera.
Di seguito sono riportati alcuni dei titoli degli spettacoli di rivista messi in scena dalla compagnia:
- 1913 - L'allegra brigata
- 1914 - Cercando la via
- 1922 - Bella se vuoi venire
- 1923 -
  - Ahi, come fu?
  - Bella se vuoi venire
  - Demetrio Bigonzetti ladro
  - Gran Casino di campagna
- 1925 - Signorina… Le confesso
- 1932 - Bella se vuoi venire
- 1938 - Bella se vuoi venire
- 1939 -
  - Bella se vuoi venire
  - Follie d'inferno
- 1940 - Quaranta ragazzi in gamba
- 1942 - Addio, giovinezza
- 1946 - Microbi al vento
- 1947 - La via delle nuvole
- 1948 - Bella se vuoi venire
- 1950 - Regalo per papà
- 1951 - L'ora di Marte (su canovaccio di Scusi, ha fretta?)
- 1952 - Babau
- 1956 - Come quando fuori piove (autore Paolo Villaggio)
- 1958 - Oscar, non mi spogliare (autore Paolo Villaggio)
- 1959 - A cavallo di un raggio di luna (autore Paolo Villaggio)
- 1960 - La stagione dei melograni (autore Paolo Villaggio)
- 1961 - Cincinnurus regius, ovvero l'uccello del Paradiso
- 1962 - Chi lo fa l'aspetti
- 1964 - Bella se vuoi venire
- 1965 - Cappelli, un'aria
- 1966 - Abracadabra
- 1968 - Basta un colpo di vento
- 1969 - Rotobai '69
- 1970 - Controgirando
- 1971 - Riusciranno?...
- 1972 - Meglio un uomo oggi...
- 1973 - Non… sperate sulla vedova
- 1974 - Chiamate Bai "3 ufo – 3 ufo"
- 1975 - Ciao, Mostro!
- 1976 - Non rompeteci la favola...
- 1977 - Parlami di more Mariù
- 1978 - Le cinque orfanelle
- 1979 - La notte in cui Evelyn uscì dalla… tromba
- 1980 - Per favore non toccarmi la... galassia!
- 1981 - Metti una sera a… Genova!
- 1982 - A che gioco giochiamo?
- 1983 - 70 candeline per una star
- 1984 - Un jumbo che si chiama desiderio
- 1985 - Chi dice donna dice... donna
- 1986 - La scoperta della... Merica (debutto al Teatro Margherita il 10 dicembre 1985)
- 1987 - Mettiamo l'occhio al buco
- 1988 - Oh, quante belle Baistrocchi madama Dorè
- 1989 - La crociera delle follie
- 1990 - Le educande di Chiapparotonda
- 1991 - Quando cade una signora in mare
- 1992 - Te le levi le braghette...?
- 1993 - Ottanta voglia di Baistrocchi (per l'ottantesimo di fondazione)
- 1994 - Baracca e burattini
- 1995 - L'uomo d'Ymelda
- 1996 - …e la prima è stata Eva!
- 1997 - Se ne dicono tante…!
- 1998 - Bella se vuoi venire... (non è peccato)
- 1999 - Tutti i colori dell'Arco... bellino
- 2000 - 2001 Odissea nell'Ospizio
- 2001 - Cliccate Genova@G8... o G9
- 2002 - A qualcuno piace... piccolino
- 2003 - L'allegra brigata sta cercando la via… da 90 anni! (per il novantesimo di fondazione)
- 2004 - Chi è di scena?... la Kultura
- 2005 - Esculapia.... amore mio!
- 2006 - Speciale per due.... ovvero di Bai ce n'è una sola!
- 2007 - Quando meno te l'aspetti
- 2008 - Il fascino indiscreto della rivista
- 2009 - Sarà tutto più bello... in Piazzetta
- 2010 - La Venere coi baffi
- 2011 - Bambole... non c'è una lira!
- 2012 - Si fa... ma non si dice
- 2013 - Bella se vuoi venire” 2013 - Una corsa lunga un secolo
- 2015 - "Me la dai... l'amicizia su Facebook?"
- 2016 - "Viagratar: Rotta verso la terra"
- 2017 - "Bai pride"
- 2018 - "Viva la Bai"
- 2019 - "Su e giù ...per le scale"
- 2020 - "Baciami stupido"
- 2022 - "Carramba che tampone"
- 2023 - Che fiesta...110 años
- 2024 - Di poppa... o di prua?
- 2025 - “Belin…che pacco!”